# Líderes en triples anotados de la NBA
En el baloncesto, un triple (también conocido como «tiro de tres») es un tiro de campo realizado desde más allá de la línea de tres puntos, un arco designado irradia de la canasta. Un intento exitoso vale tres puntos, en contraste con los dos puntos otorgados por lanzamientos realizados dentro de la línea de tres puntos. 
El líder de triples anotados de la National Basketball Association (NBA) es el jugador que registró más triples o tiros de tres puntos en una temporada determinada. La estadística fue reconocida por primera vez en la temporada 1979-80, cuando la línea de tres puntos fue implementado por primera vez esa temporada.
Desde entonces, el jugador que más veces ha sido el mejor en esta estadística ha sido Stephen Curry en ocho ocasiones, por detrás de él, Ray Allen y James Harden con tres veces.

## Leyenda
|             |              | Jugador activo en la NBA                                               |                                                                        |                                                                        |                                                                        |                                                                        |
|             |              | Jugador miembro del Basketball Hall of Fame                            |                                                                        |                                                                        |                                                                        |                                                                        |
| Jugador (#) | Jugador (#)  | Indica el número de veces que el jugador ha sido líder de la categoría | Indica el número de veces que el jugador ha sido líder de la categoría | Indica el número de veces que el jugador ha sido líder de la categoría | Indica el número de veces que el jugador ha sido líder de la categoría | Indica el número de veces que el jugador ha sido líder de la categoría |
| Pos.        | Posición(es) | Posición(es)                                                           | B                                                                      | Base                                                                   | ES                                                                     | Escolta                                                                |
| A           | Alero        | Alero                                                                  | AP                                                                     | Ala Pívot                                                              | P                                                                      | Pívot                                                                  |

## Líderes en triples anotados

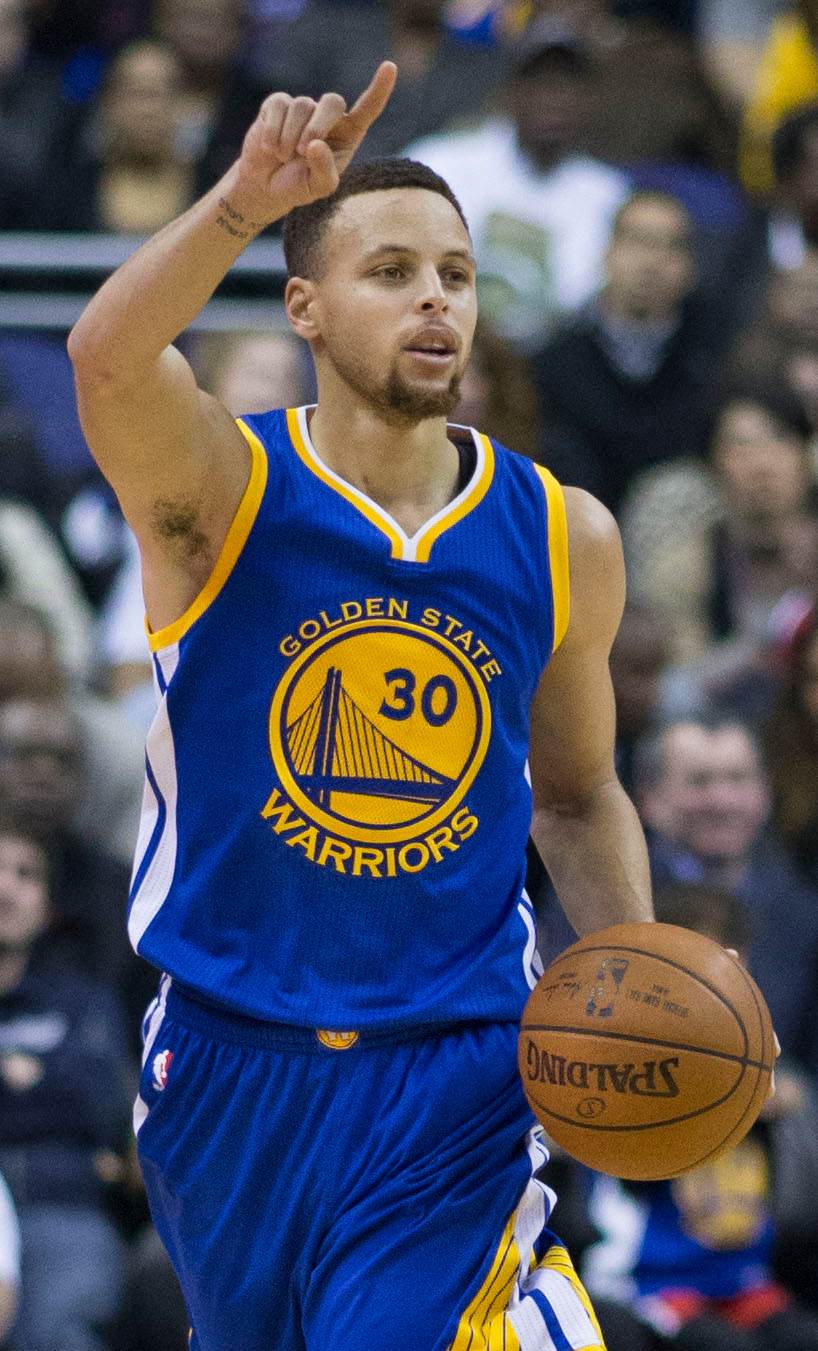
Stephen Curry ha liderado la liga en triples anotados en 7 ocasiones, y cuyo récord son 402 en la temporada 2015-16.

| Temporada | Jugador              | Pos. | Equipo                              | Partidos jugados | Triples anotados | Triples intentados | Porcentaje de triples | Ref.   |
| --------- | -------------------- | ---- | ----------------------------------- | ---------------- | ---------------- | ------------------ | --------------------- | ------ |
| 1979-80   | Brian Taylor         | B    | Los Angeles Clippers                | 78               | 90               | 239                | .3766                 | [ 2 ]  |
| 1980-81   | Mike Bratz           | B    | Cleveland Cavaliers                 | 80               | 57               | 169                | .3373                 | [ 3 ]  |
| 1981-82   | Don Buse             | B    | Indiana Pacers                      | 82               | 78               | 193                | .4041                 | [ 4 ]  |
| 1982-83   | Mike Dunleavy        | ES   | San Antonio Spurs                   | 79               | 67               | 194                | .3454                 | [ 5 ]  |
| 1983-84   | Darrell Griffith     | ES   | Utah Jazz                           | 82               | 91               | 252                | .3611                 | [ 6 ]  |
| 1984-85   | Darrell Griffith (2) | ES   | Utah Jazz                           | 78               | 92               | 257                | .3580                 | [ 6 ]  |
| 1985-86   | Larry Bird           | A    | Boston Celtics                      | 82               | 82               | 196                | .4184                 | [ 7 ]  |
| 1986-87   | Larry Bird (2)       | A    | Boston Celtics                      | 74               | 90               | 225                | .4000                 | [ 7 ]  |
| 1987-88   | Danny Ainge          | ES   | Boston Celtics                      | 81               | 148              | 357                | .4146                 | [ 8 ]  |
| 1988-89   | Michael Adams        | B    | Denver Nuggets                      | 77               | 166              | 466                | .3562                 | [ 9 ]  |
| 1989-90   | Michael Adams (2)    | B    | Denver Nuggets                      | 79               | 158              | 432                | .3657                 | [ 9 ]  |
| 1990-91   | Vernon Maxwell       | ES   | Houston Rockets                     | 82               | 172              | 510                | .3373                 | [ 10 ] |
| 1991-92   | Vernon Maxwell (2)   | ES   | Houston Rockets                     | 80               | 162              | 473                | .3425                 | [ 10 ] |
| 1992-93   | Dan Majerle          | ES   | Phoenix Suns                        | 82               | 167              | 438                | .3813                 | [ 11 ] |
| 1992-93   | Reggie Miller        | ES   | Indiana Pacers                      | 82               | 167              | 419                | .3986                 | [ 12 ] |
| 1993-94   | Dan Majerle (2)      | ES   | Phoenix Suns                        | 80               | 192              | 503                | .3817                 | [ 11 ] |
| 1994-95   | John Starks          | ES   | New York Knicks                     | 80               | 217              | 611                | .3552                 | [ 13 ] |
| 1995-96   | Dennis Scott         | A    | Orlando Magic                       | 82               | 267              | 628                | .4252                 | [ 14 ] |
| 1996-97   | Reggie Miller (2)    | ES   | Indiana Pacers                      | 81               | 229              | 536                | .4272                 | [ 12 ] |
| 1997-98   | Wesley Person        | ES   | Cleveland Cavaliers                 | 82               | 192              | 447                | .4295                 | [ 15 ] |
| 1998-99   | Dee Brown            | ES   | Toronto Raptors                     | 49               | 135              | 349                | .3868                 | [ 16 ] |
| 1999-00   | Gary Payton          | B    | Seattle SuperSonics                 | 82               | 177              | 520                | .3404                 | [ 17 ] |
| 2000-01   | Antoine Walker       | AP   | Boston Celtics                      | 81               | 221              | 603                | .3665                 | [ 18 ] |
| 2001-02   | Ray Allen            | ES   | Milwaukee Bucks                     | 69               | 229              | 528                | .4337                 | [ 19 ] |
| 2002-03   | Ray Allen (2)        | ES   | Milwaukee Bucks Seattle SuperSonics | 76               | 201              | 533                | .3771                 | [ 19 ] |
| 2003-04   | Peja Stojakovic      | A/ES | Sacramento Kings                    | 81               | 240              | 554                | .4332                 | [ 20 ] |
| 2004-05   | Quentin Richardson   | ES   | Phoenix Suns                        | 79               | 226              | 631                | .3582                 | [ 21 ] |
| 2004-05   | Kyle Korver          | A/ES | Philadelphia 76ers                  | 82               | 226              | 558                | .4050                 | [ 22 ] |
| 2005-06   | Ray Allen (3)        | ES   | Seattle SuperSonics                 | 78               | 269              | 653                | .3582                 | [ 19 ] |
| 2006-07   | Gilbert Arenas       | B    | Washington Wizards                  | 74               | 205              | 584                | .3510                 | [ 23 ] |
| 2006-07   | Raja Bell            | ES   | Phoenix Suns                        | 78               | 205              | 496                | .4133                 | [ 24 ] |
| 2007-08   | Jason Richardson     | ES   | Charlotte Bobcats                   | 82               | 243              | 599                | .4057                 | [ 25 ] |
| 2008-09   | Rashard Lewis        | A    | Orlando Magic                       | 79               | 220              | 554                | .3971                 | [ 26 ] |
| 2009-10   | Aaron Brooks         | B    | Houston Rockets                     | 82               | 209              | 525                | .3981                 | [ 27 ] |
| 2010-11   | Dorell Wright        | A    | Golden State Warriors               | 82               | 194              | 516                | .3780                 | [ 28 ] |
| 2011-12   | Ryan Anderson        | AP   | Orlando Magic                       | 61               | 166              | 422                | .3934                 | [ 29 ] |
| 2012-13   | Stephen Curry        | B    | Golden State Warriors               | 78               | 272              | 600                | .4533                 | [ 30 ] |
| 2013-14   | Stephen Curry (2)    | B    | Golden State Warriors               | 78               | 261              | 615                | .4243                 | [ 30 ] |
| 2014-15   | Stephen Curry (3)    | B    | Golden State Warriors               | 80               | 286              | 646                | .4427                 | [ 30 ] |
| 2015-16   | Stephen Curry (4)    | B    | Golden State Warriors               | 79               | 402              | 886                | .4537                 | [ 30 ] |
| 2016-17   | Stephen Curry (5)    | B    | Golden State Warriors               | 79               | 324              | 789                | .4106                 | [ 30 ] |
| 2017-18   | James Harden         | B    | Houston Rockets                     | 72               | 265              | 722                | .3670                 | [ 31 ] |
| 2018-19   | James Harden (2)     | B    | Houston Rockets                     | 78               | 378              | 1028               | .3677                 | [ 31 ] |
| 2019-20   | James Harden (3)     | B    | Houston Rockets                     | 68               | 299              | 843                | .3547                 | [ 31 ] |
| 2020-21   | Stephen Curry (6)    | B    | Golden State Warriors               | 63               | 337              | 801                | .4207                 | [ 30 ] |
| 2021-22   | Stephen Curry (7)    | B    | Golden State Warriors               | 64               | 285              | 750                | .3800                 | [ 30 ] |
| 2022-23   | Klay Thompson        | E    | Golden State Warriors               | 69               | 301              | 731                | .4118                 | [ 32 ] |
| 2023-24   | Stephen Curry (8)    | B    | Golden State Warriors               | 74               | 357              | 876                | .4075                 | [ 30 ] |
| 2024-25   | Anthony Edwards      | B    | Minnesota Timberwolves              | 79               | 320              | 811                | .3946                 | [ 33 ] |